# Oasis of the Seas
Oasis of the Seas (прев. Оаза мора) са дужином 361,6  и ширином 60,5  овај крузер се пре налазио на првом мјесту по величини путничких бродова, али је престигнут од стране бродова Harmony Of The Seas и Allure of the Seas. Носилац је класе Oasis којом управља Royal Caribbean International. На овај крузер се може укрцати 6,296 путника и 2,394 чланова посаде. Oasis of the Seas садржи веома велики број интересантних ствари попут голфа, тениса, биоскопа и још много тога занимљивог.